# Hjo (Gemeinde)
Koordinaten: 58° 18′ N, 14° 17′ O

Hjo ist eine Gemeinde (schwedisch kommun) am Westufer des Vättern in der schwedischen Provinz Västra Götalands län und der historischen Provinz Västergötland. Hauptort der Gemeinde ist die Stadt Hjo.

## Geographie
Die Gemeinde erstreckt sich ungefähr 35 Kilometer längs des Westufers des Vättern. Einige Kilometer im Landesinneren verläuft der Höhenrücken des Berges Hökensås parallel zum See. An dessen Westseite befindet sich das Tal des Flusses Tidan und seines Nebenflusses Yan. Während der Hökensås karg und bewaldet ist, sind sowohl der Strandstreifen zwischen dem See und dem Berg als auch das Tal des Tidan landwirtschaftlich genutzt.

## Sehenswürdigkeiten
- das Stadtzentrum von Hjo
- die Herrenhäuser Almnäs und Ekhammar
- die Kirchen von Norra Fågelås und Södra Fågelås
- das Naturreservat Hökensås

## Orte
Folgende Orte sind Ortschaften (tätorter):
- Blikstorp
- Hjo
- Korsberga